# Monteitheolus fijiensis
Monteitheolus fijiensis är en skalbaggsart som beskrevs av Henry Fuller Howden och Ross Storey 2000. Monteitheolus fijiensis ingår i släktet Monteitheolus och familjen Aphodiidae. Inga underarter finns listade i Catalogue of Life.